# Acuticoxa ubatubaensis
Acuticoxa ubatubaensis is een eenoogkreeftjessoort uit de familie van de Nannopodidae. De wetenschappelijke naam van de soort is voor het eerst geldig gepubliceerd in 2010 door Huys & Kihara.